# NGC 855
NGC 855 је елиптична галаксија у сазвежђу Троугао која се налази на NGC листи објеката дубоког неба.
Деклинација објекта је + 27° 52' 40" а ректасцензија 2h 14m 3,7s. Привидна величина (магнитуда) објекта NGC 855 износи 12,3 а фотографска магнитуда 13,3. Налази се на удаљености од 9,7300 милиона парсека од Сунца. NGC 855 је још познат и под ознакама UGC 1718, MCG 5-6-16, CGCG 504-35, KUG 0211+276, IRAS 02111+2738, PGC 8557.